# 癸醛
正癸醛（英語：Decanal）是一种飽和醛，化学式C9H19CHO，可由1-癸醇氧化而来，在芫荽精油中存在。